# スタンド・バイ・見取り図
『スタンド・バイ・見取り図』(スタンドバイみとりず)は、TBSラジオで放送されているラジオ番組。お笑いコンビ・見取り図（盛山晋太郎、リリー）がパーソナリティを務める。
番組専用ハッシュタグは『#スタミト』。

## 沿革
- 2021年5月に『24時のハコ』の5月度のパーソナリティーを担当。
- 2022年7月31日には「帰ってきた 見取り図のハコ〜’22夏〜」として特番を放送。
- 2022年10月からTBSラジオ制作のPodcast番組としてレギュラー放送がスタート。
- 2023年4月からは地上波番組として日曜23時〜23時30分の30分番組へ昇格。Podcastは地上波放送分とPodcast限定アフタートークとして配信をされている。地上波に昇格してからはPodcastでコーナーが行われるようになった。
- 2024年4月からは水曜24時台へ移動し、放送尺が1時間へ拡大する。これに伴い、同時間帯の前番組『ほら!ここがオズワルドさんち!』をネットしていた局の一部を中心にネット局が拡大。

## 放送時間

### Podcast限定番組時代
- 金曜 22:00頃配信（2022年10月 - 2023年3月）

### 地上波番組時代
- 日曜 23:00 - 23:30（2023年4月 - 2024年3月）
- 水曜 24:00 - 25:00（2024年4月 - ）

## コーナー
- 白菜ガブリニュース

かつてネットに上がった「見取り図、シャキシャキ白菜をガブリ」に負けないぐらい、しょうもないけど逆に気になるニュースの見出しを送ってもらうコーナー。
- 相場はこれやろ！

「こういう時の相場、定番はコレ！」というものを送ってもらうコーナー。
- イキるならこれやろ！

「相場はこれやろ！」のスピンオフコーナー。カッコつけたい、通ぶりたい、センスを見せたい時に言いがちな答えを送ってもらうコーナー。

## ネット局
| 放送対象地域   | 放送局                        | 系列    | 放送開始      | 放送時間                    | 備考     | ネット状況 |
| -------------- | ----------------------------- | ------- | ------------- | --------------------------- | -------- | ---------- |
| 関東広域圏     | TBSラジオ                     | JRN     | 2023年4月2日  | 木曜 0:00 - 1:00 (水曜深夜) | [ 注 1 ] | 制作局     |
| 中京広域圏     | CBCラジオ                     | JRN     | 2024年4月4日  | 木曜 0:00 - 1:00 (水曜深夜) |          | 同時ネット |
| 沖縄県         | 琉球放送（RBC）               | JRN     | 2024年4月4日  | 木曜 0:00 - 1:00 (水曜深夜) |          | 同時ネット |
| 岡山県         | RSK山陽放送                   | JRN/NRN | 2023年10月8日 | 木曜 21:00 - 22:00          | [ 注 2 ] | 遅れネット |
| 山形県         | 山形放送（YBC）               | JRN/NRN | 2024年4月6日  | 土曜 20:00 - 21:00          | [ 注 3 ] | 遅れネット |
| 富山県         | 北日本放送（KNB）             | JRN/NRN | 2024年4月6日  | 土曜 19:00 - 20:00          | [ 注 4 ] | 遅れネット |
| 熊本県         | 熊本放送（RKK）               | JRN/NRN | 2024年4月6日  | 土曜 20:00 - 21:00          |          | 遅れネット |
| 石川県         | 北陸放送（MRO）               | JRN/NRN | 2024年4月6日  | 土曜 21:00 - 22:00          |          | 遅れネット |
| 青森県         | 青森放送（RAB）               | JRN/NRN | 2024年4月6日  | 土曜 22:00 - 23:00          |          | 遅れネット |
| 和歌山県       | 和歌山放送（WBS）             | JRN/NRN | 2024年4月7日  | 日曜 19:00 - 20:00          |          | 遅れネット |
| 長崎県・佐賀県 | 長崎放送（NBC） NBCラジオ佐賀 | JRN/NRN | 2024年4月7日  | 日曜 21:00 - 22:00          |          | 遅れネット |
| 大分県         | 大分放送（OBS）               | JRN/NRN | 2024年4月9日  | 火曜 21:00 - 22:00          |          | 遅れネット |
| 北海道         | 北海道放送（HBC）             | JRN/NRN | 2024年10月5日 | 土曜 20:00 - 21:00          | [ 注 5 ] | 遅れネット |
| 鳥取県・島根県 | 山陰放送（BSS）               | JRN/NRN | 2025年4月5日  | 土曜 21:30 - 22:30          |          | 遅れネット |

### 過去のネット局
- RKB毎日放送（2024年4月7日 - 9月29日　日曜 3:00 - 4:00(土曜深夜)に遅れネット）
- 山梨放送（2024年10月4日 - 2025年3月28日　金曜 21:00 - 21:59に遅れネット）
- 新潟放送（2024年4月8日 - 2025年3月31日　月曜 23:00 - 24:00に遅れネット[注 6] ）